# Russin
Russin ist eine politische Gemeinde im Kanton Genf in der Schweiz.

## Geographie
Die Gemeinde befindet sich am Nordufer auf einer Anhöhe oberhalb der Rhone und ihres Zuflusses Allondon gegenüber Cartigny und Aire-la-Ville. In der 493 Hektar grossen Gemeinde, die aus den Weilern Verbois, La Chaumaz und Les Baillets sowie dem Dorf Russin besteht, wohnen 398 (Ende 2005) Russinois und Russinoises. 97 % der Gemeindefläche sind landwirtschaftliche Zonen sowie Wald.
Auf dem Gemeindegebiet befindet sich das die Rhone nutzende Laufwasserkraftwerk Barrage de Verbois. 1974 sagten 68 % der Bevölkerung in einer Volksabstimmung Nein zum Bau eines Kernkraftwerks im Gemeindegebiet. Die Planung für einen Kernreaktor führte die EOS jedoch weiter. Dagegen wurde im Kanton Genf 1980 eine Volksinitiative lanciert, diese erreichte sechs Jahre später, dass rund 60 % der Genfer Stimmberechtigten dem Projekt Kernkraftwerk Verbois ein Ende bereiteten.

## Bevölkerung
| Bevölkerungsentwicklung | Bevölkerungsentwicklung | Bevölkerungsentwicklung | Bevölkerungsentwicklung | Bevölkerungsentwicklung | Bevölkerungsentwicklung | Bevölkerungsentwicklung | Bevölkerungsentwicklung | Bevölkerungsentwicklung | Bevölkerungsentwicklung | Bevölkerungsentwicklung | Bevölkerungsentwicklung | Bevölkerungsentwicklung |
| ----------------------- | ----------------------- | ----------------------- | ----------------------- | ----------------------- | ----------------------- | ----------------------- | ----------------------- | ----------------------- | ----------------------- | ----------------------- | ----------------------- | ----------------------- |
| Jahr                    | 1412                    | 1518                    | 1850                    | 1900                    | 1950                    | 2000                    | 2010                    | 2012                    | 2014                    | 2015                    | 2016                    | 2017                    |
| Einwohner               | 40 Feuerstellen         | 30 F.                   | 283                     | 280                     | 313                     | 392                     | 467                     | 485                     | 508                     | 540                     | 540                     | 534                     |

## Persönlichkeiten
- Jean Ziegler (* 1934), Soziologe, Politiker (SP) und Autor, lebt in Russin